# Audresselles
Audresselles oppure Oderzel, nel remoto dialetto germanico locale, è un comune francese di 633 abitanti. È l'ultimo villaggio di pescatori della regione dell'Alta Francia della Francia. Situato presso il Cap Gris-Nez al punto settentrionale della Manica nel dipartimento del Passo di Calais.
Conosciuto per le sue due grandi spiagge rocciose, le sue cordigliere selvagge e le sue case tipiche, lunghe e bianche con una striscia di colore alla base dei muri, ha attratto molte personalità della cultura, francese, belghe, tedesche, inglese ed anche italiane, soprattutto negli ultimi anni.

## Storia

### Simboli
Lo stemma è stato adottato nel 1976.
Vi è raffigurato un flobart, una barca dotata di ruote per poter essere tirata sulla spiaggia, in grado di galleggiare in meno di trenta centimetri d'acqua e utilizzata per la pesca lungo la Côte d'Opale specialmente ad Audresselles e a Wissant.

## Monumenti e luoghi d'interesse
- La chiesa fortificata San Giovanni Battista d'Audresselles (XII secolo), con i suoi quadri del XVIII secolo (postergale di Santa Veronica Giuliani) e del 1863 (tre grandi quadri dipinti negli studi dell'abate Jacques Paul Migne, rappresentanti i tre momenti importanti della vita di san Giovanni Battista: il battesimo di Gesù, la decollazione del Battista, l'Annunciazione).
- La fattoria San Giovanni del XV secolo,
- Le ville della Belle époque,
- I blockhaus tedeschi della seconda guerra mondiale

Tra i personaggi famosi che hanno frequentato questo villaggio, si ricordano il maresciallo di Francia Philippe Leclerc de Hauteclocque, il pittore Maurice Boitel, il compositore Henri Dutilleux, il chirurgo Jean Quénu (1852–1933), il medico-biologo Albert Besson (1896–1965), l'alpinista Catherine Destivelle, l'architetto tedesco Andreas Dilthey, il geografo Olivier Lazzarotti, l'attrice Ginette Garcin  (1928–2010).

## Società

### Evoluzione demografica
Abitanti censiti